# Шенберг (Талфанг)
Шенберг (њем. Schönberg) општина је у њемачкој савезној држави Рајна-Палатинат. Једно је од 107 општинских средишта округа Бернкастел-Витлих. Према процјени из 2010. у општини је живјело 235 становника. Посједује регионалну шифру (AGS) 7231115.

## Географски и демографски подаци
Шенберг се налази у савезној држави Рајна-Палатинат у округу Бернкастел-Витлих. Општина се налази на надморској висини од 450 метара. Површина општине износи 5,1 km². У самом мјесту је, према процјени из 2010. године, живјело 235 становника. Просјечна густина становништва износи 46 становника/km².